# Spółgłoska półotwarta wargowo-zębowa dźwięczna
Spółgłoska półotwarta wargowo-zębowa dźwięczna – rodzaj dźwięku spółgłoskowego występujący w językach naturalnych. W międzynarodowej transkrypcji fonetycznej IPA oznaczanej symbolem: [ʋ].

## Artykulacja

### Opis
W czasie artykulacji podstawowego wariantu [ʋ]:
- modulowany jest prąd powietrza wydychanego z płuc, czyli artykulacja tej spółgłoski wymaga inicjacji płucnej i egresji,
- tylna część podniebienia miękkiego zamyka dostęp do jamy nosowej, prąd powietrza uchodzi przez jamę ustną
- prąd powietrza w jamie ustnej przepływa ponad całym językiem lub przynajmniej powietrze uchodzi wzdłuż środkowej linii języka
- dolna warga kontaktuje się z górnymi siekaczami, tworząc przewężenie. Przewężenie to jest na tyle szerokie, że masy powietrza wydychanego z płuc przepływają stosunkowo swobodnie i wolno, nie wytwarzając szumu.
- wiązadła głosowe periodycznie drgają, spółgłoska ta jest dźwięczna
- pozycja języka i ust może zależeć od kontekstu, w jakim występuje głoska.

### Praktycznie
Artykulacja półotwartej [ʋ] różni się od spółgłoski wargowo-zębowej [v] przede wszystkim szerokością szczeliny, która w przypadku [ʋ] jest szersza. Przy nauce tej głoski można wyjść od [v] i lekko obniżyć dolną szczękę aż do utworzenia szerszej szczeliny.

### Przykłady
- w języku hawajskim: wikiwiki [ʋikiʋiki] "szybko"
- w języku hindi: वरुण [ʋəruɳ] "Waruna"
- w języku ukraińskim: вовк [ʋoʋk] "wilk"

## Terminologia
Spółgłoska wargowo-zębowa to inaczej spółgłoska labiodentalna.